# روبير فوريسون
روبير فوريسون (بالفرنسية: Robert Faurisson) من مواليد (25 يناير 1929 – 21 أكتوبر 2018) هو أكاديمي فرنسي كان أستاذا للأدب الفرنسي بجامعة ليون بين سنتي 1973 و1990. عرف كواحد من أبرز منكري الهولوكوست وأثار الكثير من الجدل بمقالاته التي نشرها في مجلة المراجعة التاريخية وغيرها من المطبوعات، وكذلك بالخطابات العديدة التي أرسلها إلى الصحف الفرنسية (وخاصة صحيفة لو موند) منكراً فيها جوانب مختلفة من أحداث الهولوكوست، من بينها إنكار وجود ما سمي بغرف الغاز في معسكرات الاعتقال النازية، وإنكار القتل المنهجي لليهود الأوروبيين أثناء الحرب العالمية الثانية، وإنكار كتاب يوميات فتاة صغيرة المنسوب إلى آنا فرانك، وصحة شهادات إيلي فيزيل عن معاناته زمن الحرب. بعد إقرار البرلمان الفرنسي لقانون غيسو سنة 1990 تعرض فوريسون للمحاكمة وحكم عليه بالغرامة، ثم طرد عام 1991 من منصبه الأكاديمي.

## نشأته
يُعتقد أن فوريسون هو أحد الأطفال السبعة الذين ولدوا في شيبرتون، ميدلسكس، إنجلترا لأب فرنسي وأم اسكتلندية.
درس الأدب الفرنسي واللاتيني واليوناني (الآداب الكلاسيكية)، واجتاز امتحان التخرج (أعلى امتحان تنافسي للتأهل ليكون مدرس في المدرسة الثانوية) عام 1956. وأصبح مدرسًا في المدرسة الثانوية في فيشي.
في فيشي، عندما كان مُعلّم شاب، لفت الأنظار عندما نشر تفسيرًا "لسوناتة فويلز" لآرثر رامبوبشكل اباحي. حوالي عام 1960، نشأ لديه تعاطف سياسي مع القضية الاستعمارية في الجزائر (حركة الجزائر الفرنسية)، واعتُقل لاعتقاده بانتمائه إلى منظمة الجيش السري (منظمة الجيش السري OAS)، وهي منظمة كانت تصنف كمنظمة إرهابية.
أثناء تدريسه، عمل على أطروحة دكتوراه حول الشاعر لوتريامون. حصل على شهادة الدكتوراه عام 1972. وُجهت طعنات لمنهجية فوريسون خلال مناقشة أطروحته. وصرح رئيس لجنة التحكيم، جاك روبيشيز، قائلاً: "أخيرًا، أودّ أن أشير [...] إلى المرشح أن أسلوب قراءة النص كما هو مكتوب؛ أي تجاهل السياق بشكل منهجي، وعدم مراعاة البيئة التاريخية التي تعكسها اللغة، هو تحيز لا يمكن تحمله". في كتاب صدر عام 2021، ذكرت المؤرخة ستيفاني كوروبل-شير أن "المنهج الأدبي" لفوريسون سيتكرر لاحقًا عندما كتب عن غرف الغاز. أصبح فوريسون محاضر، ثم أستاذ في الأدب الفرنسي في جامعة ليون عام 1973.

## روابط خارجية
- روبير فوريسون على موقع IMDb (الإنجليزية)
- روبير فوريسون على موقع إن إن دي بي (الإنجليزية)
- روبير فوريسون على موقع قاعدة بيانات الفيلم (الإنجليزية)